# Theodoros von Kyrene (Philosoph)
Theodoros von Kyrene (altgriechisch Θεόδωρος Theódōros, latinisiert Theodorus; * vermutlich vor 335 v. Chr. in Kyrene; † vermutlich nach 270 v. Chr. in Kyrene) oder Theodoros Atheos („Theodoros der Gottlose“) war ein griechischer antiker Philosoph, der den Kyrenaikern zugerechnet wird.
Theodoros musste Kyrene verlassen und hielt sich zeitweilig in Athen auf. Dort wurde er beim Areopag angeklagt, weil er die Existenz der Volksgötter leugnete. Später stand Theodoros im Dienst Ptolemaios’ I. und kehrte im hohen Alter in seine Heimatstadt zurück.
Als Angehörigem der kyrenaischen Schule galt ihm die Lust als höchstes Gut, allerdings nicht die körperliche Lust, sondern die seelische. Gesellschaftliche Konventionen hielt Theodoros für unwichtig; so seien etwa Mord und Ehebruch nicht von Natur aus, sondern bloß durch das allgemeine Vorurteil verwerflich. Außerdem vertrat Theodoros die weltbürgerliche Ansicht, dass ein Weiser sich nicht fürs Vaterland opfern würde, da ihm die Welt das wirkliche Vaterland sei. Der Beiname „der Atheist“ scheint Theodoros zu Recht zugeschrieben worden zu sein. Nach Plutarch verneinte Theodoros die Existenz von Unvergänglichem; Cicero beschreibt ihn sogar als Verderber der Meinung der Griechen von den Göttern.

## Leben
Laut Eusebius von Caesarea fällt die Blütezeit Theodoros' ins Jahr 309 v. Chr. Aus dem Bericht Diogenes Laertios' kann man schließen, dass der junge Theodoros aus Kyrene verbannt wurde. Ende des 4. Jahrhunderts v. Chr. soll er in Athen beinahe wegen Gottlosigkeit (Asebie) angeklagt worden sein, möglicherweise wurde er später auch von dort verbannt. Die Angabe, dass er in Athen verurteilt und hingerichtet wurde, wird als sicher falsch erachtet. Später hat sich Theodoros in Alexandria am Hof des Ptolemaios I. aufgehalten, der ihn aus unbekanntem Grund zu Lysimachos nach Thrakien geschickt haben soll. Möglicherweise hatte er Kontakte zu dem Megariker Stilpon und zu der Kynikerin Hipparchia. An seinem Lebensende soll er nach Kyrene zurückgegangen sein, wo er bei König Magas in hohem Ansehen gestanden haben soll. Aufgrund der antiken Zeugnisse nimmt man an, dass Theodoros vor 335 v. Chr. geboren worden und frühestens in den 260ern v. Chr. gestorben ist.
Mögliche Lehrer Theodoros' waren Aristippos der Jüngere, Annikeris und Dionysios von Chalkedon (weitere Angaben in der Suda sind wahrscheinlich falsch). Mögliche Schüler Theodoros' waren Bion von Borysthenes, Kallimachos und ein sonst unbekannter Lysimachos.

## Lehre
Siehe auch: Lehre der Kyrenaiker
Die Angabe, dass Theodoros keine Schriften verfasst hat, ist wahrscheinlich falsch. Möglicherweise hieß eine seiner Schriften Über die Götter (Perì Theṓn). Die Beiträge der verschiedenen Kyrenaiker zur kyrenaischen Lehre sind in einigen Fällen nur schwer und oft überhaupt nicht auseinanderzuhalten, da in den antiken Berichten nicht selten von „den Kyrenaikern“ insgesamt die Rede ist. Hier werden Ansichten dargestellt, die ausdrücklich Theodoros zugeschrieben werden.
Seelische Lust als höchstes Gut
Im Gegensatz zu den früheren Kyrenaikern war für Theodoros nicht die körperliche, sondern die seelische Lust (chará) das höchste Gut. Als größtes Übel sah er den seelischen Schmerz (lýpē) an. Dazwischen liegen – wertneutral – die körperliche Lust (hedonḗ) und der körperliche Schmerz (pónos). Um zu seelischer Lust zu gelangen, sei es notwendig, die Einsicht (phrónēsis) als Mittel einzusetzen. Insofern sei auch die Einsicht ein Gut, allerdings – wie auch die Gerechtigkeit – nur ein relatives.
Gesellschaftliche Konventionen
Die gesellschaftlichen Ge- und Verbote sah Theodoros als nicht in der Natur verwurzelt, sondern als bloße gesellschaftliche Konventionen an. Für den einsichtigen Weisen gelten diese nicht, weshalb bei sich bietenden Gelegenheiten Diebstahl, Ehebruch und Tempelraub erlaubt seien. Zweck der Einführung gesellschaftlicher Normen sei die Disziplinierung der Menge der Unverständigen. Wesentlich sei dabei die seelische Lust als Ziel. Wenn das seelische Wohlbefinden durch Übertritte in Gefahr sei, sei es besser die geltenden Regeln einzuhalten.
Freundschaft ist wertlos
Im Gegensatz zu früheren Kyrenaikern spricht Theodoros der Freundschaft jeden Wert ab. So hätte sie für Weise keinen Wert, weil sie selbstgenügsam lebten und keine Freunde bräuchten; für Unverständige ist sie ausschließlich Mittel zum Zweck (zu Lustempfindungen) und habe also auch für sie keinerlei – auch keinen relativen – Wert.
Atheismus
Theodoros hat sich vehement gegen die Existenz von Göttern ausgesprochen, daher sein Beiname „der Gottlose“ (ho átheos). Nähere Informationen zu Theodoros' Atheismus sind nicht überliefert.
Kosmopolitismus
Der Weise fühlt sich keiner speziellen Gemeinschaft angehörig, seine Heimat sei der Kosmos. Diese kosmopolitische Ansicht verbietet dem Einsichtigen auch den Kriegsdienst für das Land, in dem man zufällig lebt.
Selbstmord
Wahrscheinlich gegen die Stoiker um Zenon von Kition gerichtet, bestreitet Theodoros, dass es für den Weisen einen Grund gibt, Selbstmord zu begehen. Wenn man äußere Unglücksfälle ohnehin verachtet, braucht man sie nicht zum Anlass nehmen, sich das Leben zu nehmen.

## Überlieferung
Am ausführlichsten berichtet der im 3. Jahrhundert tätige Doxograph Diogenes Laertios über Theodoros. Neben weiteren, bei verschiedenen Autoren zu findenden Berichten, findet sich Theodoros in etlichen Aufzählungen von Atheisten, etwa bei Autoren wie Cicero, aber auch in späteren christlichen Werken.